# Arthur Hailey
Arthur Hailey (Luton, 5 aprile 1920 – New Providence, 24 novembre 2004) è stato uno scrittore britannico-canadese.
Con le sue opere ha venduto ben 170 milioni di copie.

## Biografia
Nato nel Bedfordshire nei dintorni di Londra Arthur Hailey ha servito nella Royal Air Force durante la seconda guerra mondiale dal 1939 fino al 1947 quando andò a vivere in Canada. Dopo aver esercitato numerosi lavori scrivendo solo a tempo parziale, è diventato un autore a tempo pieno a partire dal 1956 quando fu incoraggiato dal successo del dramma televisivo In pericolo di volo. Dopo il successo del suo primo romanzo Hotel del 1965 si trasferisce in California nel 1969 e alle Bahamas per evitare le imposte canadesi e statunitensi sostenendo che colpivano il 90% del suo reddito. Ciascuna delle sue opere ha un diverso sfondo di impostazione industriale o commerciale e comprende, oltre al drammatico conflitto umano, informazioni attentamente studiate circa il modo in cui particolari ambienti e sistemi di funzione si impattano sulla società e sui suoi abitanti. La critica ha quasi sempre attaccato il successo di Hailey definendolo "il risultato di un tipo di stile su cui è incentrata una crisi di carattere normale, quindi gonfiata nella suspense su larga scala". Tuttavia, popolarissimo fra i suoi lettori, ha ottenuto con i suoi libri grandissimi successi che sono immediatamente diventati dei best seller. L'autore avrebbe speso più o meno un anno nella ricerca di un buon soggetto, seguita da sei mesi, rivedendo le sue note, di pausa e infine circa 18 di scrittura del libro. Secondo alcuni critici il periodo passato nella preparazione avrebbe dato ai suoi romanzi un realismo che ha mascherato una grave mancanza di talento letterario. Molte delle sue opere hanno raggiunto il primo posto nella classifica dei bestseller del New York Times e più di 170 milioni di copie sono state vendute in tutto il mondo e tradotte in 40 lingue diverse. Molti sono stati anche i film e i serial televisivi che ne sono stati tratti. Hailey ha fatto della sua casa un resort su New Providence Island con la sua seconda moglie Sheila (che su di lui ha scritto Ho sposato un bestseller nel 1978). Fra i suoi nipoti si includono Paul, Emma, Charlotte e Brooke Hailey, i quali studiano in California; Ryan Hailey, bassista e cantante in una band di San Francisco e Chris Hailey che si sta laureando in ingegneria a Seattle.

## Opere
- Il volo del terrore (con John Castle) (1958)
- L'ultima diagnosi (1959)
- In High Places (1962) inedito in Italia
- Hotel (1965)
- Airport (1968)
- Ruote (1971)
- I boss del dollaro (1975)
- Black-out (1979)
- Medicina violenta (1984)
- Ultime notizie (1990)
- Detective (1997) inedito in Italia

## Adattamenti
Da Hotel sono stati tratti il film Intrighi al Grand Hotel di Richard Quine nel 1967 e negli anni 80 il serial TV omonimo. Airport ha invece ispirato una saga di pellicole catastrofiche caratterizzanti tutti gli anni 70.
Dal libro I boss del dollaro fu tratta una miniserie dallo stesso titolo con Kirk Douglas, Anne Baxter e Joan Collins.